# SummerSlam 2023
SummerSlam (2023) is de 36e professioneel worstel-pay-per-view (PPV) en WWE Network evenement van SummerSlam dat georganiseerd werd door WWE voor haar Raw en SmackDown brands. Het evenement zal plaats vinden op 5 augustus 2023 in Ford Field in Detroit, Michigan. ,

## Productie

### Achtergrond
Het evenement werd aangekondigd in februari 2023.

### Verhaallijnen
1. Cody Rhodes vs. Brock Lesnar

Na WrestleMania 39 viel Brock Lesnar om onbekende redenen Cody Rhodes gemeen aan tijdens een Raw-evenement, voordat ze samen zouden deelnemen aan een tag team match. Als gevolg hiervan vond er een match plaats op Backlash, waarin Rhodes won. Later vond er een rematch plaats op Night of Champions, waar Lesnar won door Rhodes te laten bezwijken onder de Kimura Lock submission.
In een latere aflevering van Raw, waar beide worstelaars gelijk stonden met één overwinning elk, daagde Rhodes Lesnar openlijk uit voor een gevecht op elk moment en elke plaats. Op 3 juli keerde Lesnar terug voor een gevecht met Rhodes. De week daarop daagde Rhodes Lesnar uit voor een derde wedstrijd op SummerSlam. Na een gewelddadige aanval op Rhodes in de volgende aflevering, accepteerde Lesnar de uitdaging voor het gevecht op SummerSlam. Rhodes won op SummerSlam 23 door dezelfde armklem te zetten bij Lesnar, die Lesnar eerder bij Rhodes aanzette, in een eerdere wedstrijd. Lesnar feliciteerde Rhodes, tot verbazing van velen.
2. Seth "Freakin" Rollins vs. Finn Balor
Tijdens Money in the Bank verdedigde Seth "Freakin" Rollins het Wereldkampioenschap zwaargewicht met succes tegen Finn Bálor. Dit gebeurde nadat Bálor's bondgenoot van Judgment Day, Damian Priest, die eerder die avond de Money in the Bank laddermatch voor mannen had gewonnen, hem onbedoeld had afgeleid. In de daaropvolgende aflevering van Raw, tijdens een match tussen Rollins en Judgment Day's "Dirty" Dominik Mysterio, mengde Priest zich in het gevecht, waardoor Rollins won door diskwalificatie. Priest probeerde vervolgens zijn Money in the Bank-contract te verzilveren, maar Bálor verscheen en viel Rollins aan, wat Priest zijn kans kostte en voor wat onenigheid tussen Bálor en Priest zorgde.
De ruzies tussen Bálor en Priest gingen door in de daaropvolgende week, maar later kwamen ze tot een overeenkomst dat Bálor eerst een titelgevecht zou krijgen. Vervolgens versloeg het team van Bálor, Priest en Mysterio het team van Rollins in een zesman tag team match. In de aflevering van 17 juli daagde Bálor Rollins uit voor een rematch voor het wereldkampioenschap zwaargewicht. Rollins weigerde echter en stelde voor dat ze hun meningsverschillen die avond konden bijleggen zonder de titel op het spel te zetten, aangezien hun problemen niet om het kampioenschap draaiden. Toen Bálor wilde vertrekken, viel hij Rollins gemeen aan. Dit leidde uiteindelijk tot het plannen van een wedstrijd tussen de twee voor het wereldkampioenschap zwaargewicht op SummerSlam.
3. Shayna Baszler vs. Ronda Rousey
Tijdens Money in the Bank verloren Ronda Rousey en Shayna Baszler het WWE Women's Tag Team Championship nadat Baszler Rousey verraderlijk aanviel. Op de volgende aflevering van Raw daagde Rousey Baszler uit, waarbij Baszler beweerde dat ze verantwoordelijk was voor het binnenhalen van Rousey in WWE. Baszler benadrukte dat zij haar weg omhoog had moeten werken in het WWE-systeem, beginnend in NXT, terwijl Rousey direct haar debuutwedstrijd had op WrestleMania 34. Baszler zei dat zij degene was die Rousey eindelijk de mond kon snoeren en dit leidde tot een fysieke confrontatie tussen hen.
In de daaropvolgende week gingen ze opnieuw met elkaar in gevecht en in de aflevering van 17 juli daagde Baszler Rousey uit om naar de ring te komen. Rousey weigerde echter en stelde voor dat ze het tegen elkaar zouden opnemen op SummerSlam. De week daarna kwamen ze overeen om het op SummerSlam uit te vechten, wat later officieel werd bevestigd. Op de laatste Raw voor SummerSlam werd aangekondigd dat de wedstrijd een Mixed Martial Arts (MMA) Rules wedstrijd zou zijn, waarmee duidelijk werd dat ze een strijd zouden voeren volgens de regels die gebruikelijk zijn in het MMA-wereldje.
4. Asuka vs. Charlotte Flair vs. Bianca Belair
Tijdens Night of Champions versloeg Asuka Bianca Belair en won het Raw Women's Championship. Op de aflevering van SmackDown op 9 juni werd de titel overgeheveld naar SmackDown als gevolg van de 2023 WWE Draft. Om dit probleem op te lossen, kreeg Asuka een nieuwe kampioenschapsband en werd de titel teruggebracht naar de oorspronkelijke naam WWE Women's Championship.
Op diezelfde aflevering vroeg WWE official Adam Pearce aan Belair om niet tussenbeide te komen, omdat ze recht had op een rematch. Maar Charlotte Flair onderbrak toch de presentatie en daagde Asuka uit voor de titel. Asuka accepteerde de uitdaging, tot ongenoegen van Belair. De titelstrijd was gepland voor de aflevering van 30 juni.
Tijdens het gevecht op 30 juni zag Belair hoe een fan per ongeluk Flair sloeg vanaf de ring. Dit maakte Belair woedend, en ze viel Asuka aan, wat resulteerde in een diskwalificatie voor Asuka. Daarna sloeg Belair zowel Asuka als Flair neer. In de volgende aflevering ontstond er een gevecht tussen de drie vrouwen, waarbij ook Damage CTRL (Bayley en Money in the Bank-winnares Iyo Sky) betrokken raakten, met een mislukte inmenging van Sky. Een titelgevecht tussen Asuka en Belair was gepland voor de aflevering van 14 juli.
Voorafgaand aan die wedstrijd kwamen Belair en Flair overeen dat als Belair zou winnen, ze de titel zou verdedigen tegen Flair op SummerSlam. Op 21 juli werd een triple threat match gepland voor SummerSlam, waarbij Asuka, Belair en Flair zouden strijden om het WWE Women's Championship. Tijdens een eerdere wedstrijd tussen Belair en Flair, probeerde Damage CTRL opnieuw tussenbeide te komen, en per ongeluk raakte Flair Belair. Hierdoor won Belair de wedstrijd door diskwalificatie, maar ze kreeg niet de titel.
5. Roman Reigns vs. Jey Uso
Tijdens Night of Champions vond er een tag team wedstrijd plaats tussen The Bloodline (Roman Reigns en Solo Sikoa) en The Usos (Jey Uso en Jimmy Uso) voor het Undisputed WWE Tag Team Championship. Tijdens de wedstrijd bemoeiden The Usos zich met het gevecht en raakten per ongeluk Sikoa. Hierdoor ontstond er spanning tussen Reigns en The Usos, vooral tussen Jimmy en Reigns vanwege een gebrek aan respect van Reigns in de afgelopen weken.
Op een aflevering van SmackDown, viel Jimmy Reigns aan en verliet daarmee The Bloodline. Jey volgde zijn broer en viel ook Reigns en Sikoa aan, waardoor The Bloodline uiteenviel. Dit leidde tot een "Bloodline Civil War" tag team match bij Money in the Bank, waar The Usos Reigns en Sikoa versloegen, met Jey die Reigns pinde, wat de eerste keer was sinds december 2019 dat Reigns werd gepind.
Op de volgende SmackDown werd een "trial" gehouden voor Reigns, waarbij hij Jey aanviel met een goedkope slag. Jimmy viel daarna Reigns aan totdat Sikoa hem wegduwde, waarna Reigns en Sikoa hem bruut aanvielen, waardoor Jimmy naar het ziekenhuis moest. Later die avond viel Jey Reigns en Sikoa genadeloos aan met een stalen stoel en daagde hij Reigns uit voor het Undisputed WWE Universal Championship.
In de daaropvolgende week sprak Jey over de familiebanden binnen zijn familie, de Anoa'i-familie, voordat hij werd onderbroken door Sikoa en Reigns' advocaat Paul Heyman. Heyman kondigde aan dat Reigns en Jey elkaar zouden ontmoeten om de "regels van het gevecht" te bespreken. Uiteindelijk werd overeengekomen dat Reigns zijn Undisputed WWE Universal Championship zou verdedigen tegen Jey in een alles-is-toegestaan match genaamd Tribal Combat. De winnaar van het gevecht zou worden erkend als de Tribal Chief van de Anoa'i-familie. Dit gaat terug naar de tijd dat Reigns zijn Universal Championship titel behaalde door Jey te verslaan in een Hell in a Cell "I Quit" match in oktober 2020, waarbij hij Jey dwong hem te erkennen als het "Hoofd van de Tafel".
6. Ricochet vs. Logan Paul
Bij de Royal Rumble in januari namen Logan Paul en Ricochet deel aan de men's Royal Rumble match. Tijdens de wedstrijd waren ze betrokken bij een spectaculaire actie waarbij ze simultaan vanuit tegenovergestelde kanten van de ring springboard clotheslines uitvoerden en in de lucht met elkaar botsten. Deze scène werd viraal op sociale media.
Na enkele maanden ontstonden er opnieuw problemen tussen hen nadat Paul aan de men's Money in the Bank ladder match werd toegevoegd zonder zich te kwalificeren, zoals de andere deelnemers, waaronder Ricochet. Tijdens de match gingen ze opnieuw met elkaar in gevecht, waarbij Ricochet een springboard Spanish fly uitvoerde op Paul, die door twee tafels buiten de ring belandde, waardoor ze beiden uit de wedstrijd waren voor de rest van de tijd. Later backstage viel Paul Ricochet aan vanwege het verspelen van zijn kans op een titelgelegenheid.
Ricochet daagde Paul vervolgens uit om hem persoonlijk te ontmoeten tijdens de aflevering van Raw op 10 juli. Daar stelde hij voor om een wedstrijd aan te gaan, maar Paul weigerde. Op de aflevering van 24 juli accepteerde Paul echter opnieuw Ricochet's uitnodiging om hem te ontmoeten. Hij viel Ricochet echter van achteren aan en stemde toen in met zijn uitdaging voor een wedstrijd op SummerSlam
7. Gunther vs. Drew McIntyre
Op Night 2 van WrestleMania 39 verdedigde Gunther met succes het Intercontinental Championship in een triple threat match, waar ook Drew McIntyre aan deelnam. McIntyre werd gepind en na het evenement ging hij met verlof voor de komende drie maanden. Nadat Gunther zijn kampioenschap met succes had verdedigd bij Money in the Bank, maakte McIntyre een verrassende terugkeer en ging hij de confrontatie aan met Gunther, waarbij hij duidelijk maakte dat hij zijn oog op het kampioenschap had.
McIntyre bleef de volgende weken in conflict met Imperium (Gunther, Ludwig Kaiser en Giovanni Vinci), waarbij hij Kaiser en Vinci versloeg in een tag team match op de aflevering van Raw op 10 juli. In de daaropvolgende aflevering daagde Gunther McIntyre uit en werd er een face-to-face tussen de twee gepland voor de volgende aflevering. Daar daagde McIntyre Gunther uit voor een titelmatch die avond, maar Gunther weigerde. Hij zei echter wel dat hij het kampioenschap zou verdedigen tegen McIntyre op SummerSlam, wat officieel werd bevestigd.

## Matches
De onderstaande wedstrijden zijn al bevestigd door de WWE en middels een bronvermelding.
| Nr. | Match                                           | Winnaar(s)             | Opmerkingen                                                                    | Bron   |
| --- | ----------------------------------------------- | ---------------------- | ------------------------------------------------------------------------------ | ------ |
| 1   | Cody Rhodes vs. Brock Lesnar                    | Cody Rhodes            | Een-op-een match                                                               | [ 3 ]  |
| 2   | Seth "Freakin" Rollins (c) vs. Finn Bálor       | Seth "Freakin" Rollins | Een-op-een match voor het World Heavyweight Championship                       | [ 4 ]  |
| 3   | Shayna Baszler vs. Ronda Rousey                 | Shayna Baszler         | MMA Een-op-een match                                                           | [ 5 ]  |
| 4   | Roman Reigns (c) (met Paul Heyman) vs Jey Uso   | Roman Reigns           | Een-op-een match voor het WWE Universal Championship en het WWE Championship   | [ 6 ]  |
| 5   | Asuka (c) vs. Charlotte Flair vs. Bianca Belair | Bianca Belair (nc)     | Triple threat match voor het WWE Women's Championship                          | [ 7 ]  |
| 6   | Bianca Belair (c) vs. Iyo Sky (met Bayley)      | Iyo Sky (nc)           | Iyo Sky inde haar Money in the Bank contract voor het WWE Women's Championship |        |
| 7   | Ricochet vs. Logan Paul                         | Logan Paul             | Een-op-een match                                                               | [ 8 ]  |
| 8   | Gunther vs.Drew McIntyre                        | Gunther                | Een-op-een match voor het WWE Intercontinental Championship                    | [ 9 ]  |
| 9   | SummerSlam Battle Royal                         | LA Knight              | 25 man Battle Royal                                                            | [ 10 ] |